# Die Parkhausmörderin
Die Parkhausmörderin ist der verwendete Begriff für einen Kriminalfall in der Schweiz, der in den 1990er-Jahren viel Aufsehen erregt hat. Die sogenannte Parkhausmörderin Caroline H. soll 1991 eine junge Frau im Zürcher Parkhaus Urania und 1997 eine ältere Frau am Zürcher Chinagarten erstochen haben.

## Kindheit und Jugend
Caroline H. wurde am 16. Januar 1973 als österreichische Staatsbürgerin in Altdorf geboren. Sie wuchs in Sachseln auf, wo sie die Volksschule besuchte. 1991 begann sie mit 18 Jahren, nach gescheiterter Bürolehre, eine Ausbildung zur Verkäuferin. Gleichzeitig legte Caroline H. immer wieder Feuer in der Zentralschweiz, zunächst in Telefonkabinen, dann in Toiletten-Anlagen und einem Weidestall. Schliesslich brachte sie einen Dachstock am Luzerner Kasernenplatz zum Brennen, welcher einen Schaden in der Höhe von über vier Millionen Franken nach sich zog. Insgesamt legte Caroline H. rund 40 Brände.
Am 5. November 1993 wurde Caroline H. wegen mehrfacher Brandstiftung vom Luzerner Kriminalgericht zu vier Jahren Zuchthaus verurteilt und eine Verwahrung angeordnet. Der Entscheid wurde jedoch weitergezogen. Da Zweifel am Wahrheitsgehalt ihres Geständnisses aufkamen, wurde die Strafe von Caroline H. verkürzt. Fünf Jahre später wurde Caroline H. rückfällig und legte mehrere Brände in der Stadt Zürich, woraufhin sie sich freiwillig in eine psychiatrische Klinik einweisen liess.

## Morde
Im August 1998 befand sich Caroline H. aufgrund der erneuten Brandstiftungen in Untersuchungshaft. Bei der Einvernahme erzählte sie von Albträumen, welche von Morden mit Messern in einem Park, in Parkhäusern und Unterführungen handelten. Zudem sei sie am Morgen mit Blutspuren auf ihren Kleidern aufgewacht. Caroline legte für zwei bis dahin ungeklärte Morde an Frauen ein Geständnis ab: den Mord im Urania-Parkhaus, wo eine junge Frau auf dem Weg zu ihrem Auto erstochen wurde, und denjenigen einer Spaziergängerin im Chinagarten. Als Grund nannte sie ihren Hass auf Frauen.
Erst rund 10 Jahre nach dem Mord im Urania-Parkhaus wurde Caroline H. am 18. Dezember 2001 vom Zürcher Obergericht aufgrund der beiden Morde und zahlreicher weiterer Delikte für schuldig befunden und zu einer lebenslänglichen Freiheitsstrafe mit Verwahrung verurteilt. Im Fall von Caroline H. mangelte es jedoch an Zeugen und Spuren. Sowohl Anklage als auch Urteil basierten einzig auf den Geständnissen von Caroline H., welche diese jedoch nachträglich wieder zurückzog. Bis heute gibt es deshalb Zweifel und unterschiedliche Theorien zu den beiden Morden, welche Caroline H. entweder als Täterin oder als unschuldig dastehen lassen.
Caroline H. befindet sich in der Frauenstrafanstalt Hindelbank. Über 15 Jahre befand sie sich in Isolationshaft. Ob sie falsche Geständnisse abgelegt hat, ist bis heute unklar.

## Fussnoten
1. ↑  Carlos Hanimann: Der Verdacht. In: Republik. 5. November 2019 (republik.ch [abgerufen am 18. Mai 2023]).
2. 1 2 3  «Die Leute sollen erfahren, dass ich keine Gestörte bin». Abgerufen am 26. Oktober 2022.
3. 1 2  Evelyne Fischer: Rückblick - Sie war der Feuerteufel der Zentralschweiz – Vor 28 Jahren wurde Caroline H. verhaftet. In: Luzerner Zeitung. 29. April 2020, abgerufen am 26. Oktober 2022.
4. ↑  Evelyne Fischer: Der Feuerteufel der Zentralschweiz. (PDF) 30. April 2020, abgerufen am 19. November 2022.
5. 1 2 3  Carlos Hanimann: Der Verdacht. In: Republik. 5. November 2019 (republik.ch [abgerufen am 30. Oktober 2022]).
6. ↑  Brigitte Hürlimann: Wie lebendig begraben. In: Neue Zürcher Zeitung. 26. Mai 2015 (nzz.ch [abgerufen am 30. Oktober 2022]).